# Ejstrupholm
Ejstrupholm es una localidad situada en el municipio de Ikast-Brande, en la región de Jutlandia Central (Dinamarca). Tiene una población estimada, a principios de 2022, de 1696 habitantes.
Está ubicada en el centro de la península de Jutlandia, a poca distancia al oeste de la ciudad de Aarhus.